# Yo x ti, tú x mí
«Yo x ti, tú x mí» es una canción de la cantante y compositora española Rosalía y el cantante puertorriqueño Ozuna. Fue lanzado como sencillo el 15 de agosto de 2019 a través de Sony Music. Alcanzó el número uno en España y Bélgica en septiembre de 2019, convirtiéndose en su quinto sencillo número uno y su cuarto sencillo número uno consecutivo.
Esta canción aparece en la banda sonora del videojuego FIFA 20.

## Antecedentes
La canción fue anunciada por primera vez por Rosalía en sus redes sociales el 13 de agosto de 2019. Rosalía expresó previamente su aprecio por la música de Ozuna al publicar una versión acústica de "Amor genuino" en julio de 2019.

## Recepción de la crítica
En una crítica positiva, Suzy Exposito de Rolling Stone compiló la canción por ser un "ritmo de reggaeton de peso pluma", señalando también los "versos coquetos" entre los cantantes. Suzette Fernández señaló en Billboard que la canción "fusiona el reggaetón, el flamenco y los sonidos electrónicos" Al escribir para MTV, Madeline Roth declaró que la canción es "una oferta romántica de reggaeton con un coro engañosamente simple". 

## Video musical
El 15 de agosto de 2019 se lanzó un video musical de "Yo x Ti, Tu x Mi" a través del canal de Rosalía en YouTube. Fue dirigido por Cliqua (RJ Sánchez y Pasqual Gutiérrez). El video presenta fotos de Rosalía y Ozuna acercándose y bailando en varias habitaciones de hotel de lujo mientras pasan por múltiples cambios de vestuario. Jem Aswad de Variety describió las imágenes como "una salida romántica y alegre con el rapero / cantante puertorriqueño" y realizó comparaciones con Ariana Grande.

## Personal
Créditos adaptados de Tidal. 
- Rosalía Vila - composición, producción, voz
- Pablo Díaz-Reixa - composición de canciones, producción, ingeniería de grabación
- Juan Carlos Ozuna - composición
- Frank Dukes - producción
- Jacob Richards - asistente de ingeniería
- Mike Seaberg - asistente de ingeniería
- Rashawn Mclean - asistente de ingeniería
- Jaycen Joshua - mezcla
- Chris Athens - maestro de ingeniería
- Hola flujo - ingeniería de grabación
- Morning Estrada - ingeniería de grabación

## Certificaciones
| País   | Organismo certificador | Certificación    | Ventas certificadas | Ref.  |
| ------ | ---------------------- | ---------------- | ------------------- | ----- |
| México | AMPROFON               | 2× Platino + Oro | 150 000             | [ 1 ] |

## Premios y nominaciones
| Año  | Organización           | Premio                                                  | Resultado |
| ---- | ---------------------- | ------------------------------------------------------- | --------- |
| 2019 | Premios Grammy Latinos | Mejor Canción Urbana Mejor Fusion/Interpretación Urbana | Ganadora  |